# Christopher Hornsrud
Christopher Andersen Hornsrud (Øvre Eiker, 15 november 1859 - Vikersund, 12 december 1960) was een Noors politicus voor de Arbeiderspartij van Noorwegen. Hij was voorzitter van de Noorse socialistische partij van 1903 tot 1905 en parlementslid van 1913 tot 1936. Van januari tot februari 1928 was hij de eerste socialistische premier van Noorwegen. Hij was toen ook minister van financiën. Later werd hij ook nog minister van posterijen. Hij overleed in 1960 op 101-jarige leeftijd.
- Gemeinsame Normdatei: 1050483618
- International Standard Name Identifier: 0000 0004 3357 7025
- KulturNav: 3a21575a-4623-4060-9d36-2d5d5c594e48
- Virtual International Authority File: 669148997626559870003